# Atongo de Abajo
Atongo de Abajo es un poblado ubicado entre la ciudad de Allende y Cadereyta Jiménez en el kilómetro 26, en el centro del estado de Nuevo León, México, a 340 metros de altitud. El poblado tiene aproximadamente 761 habitantes (2009). El pueblo es notable por sus dos plazas, un hecho aún más increíble cuando se considera su poca población. Es curioso también, que exista pese a su poca población cuatro denominaciones cristianas: Iglesia católica, Iglesia Adventista del Séptimo Día, Testigos de Jehová, Pentecostalismo. Raya en lo increíble los precios de la tierra: En el municipio de Montemorelos se adquiere una hectárea alrededor de cien mil pesos pero en Atongo de Abajo se adquiere la misma hectárea por un millón de pesos. 

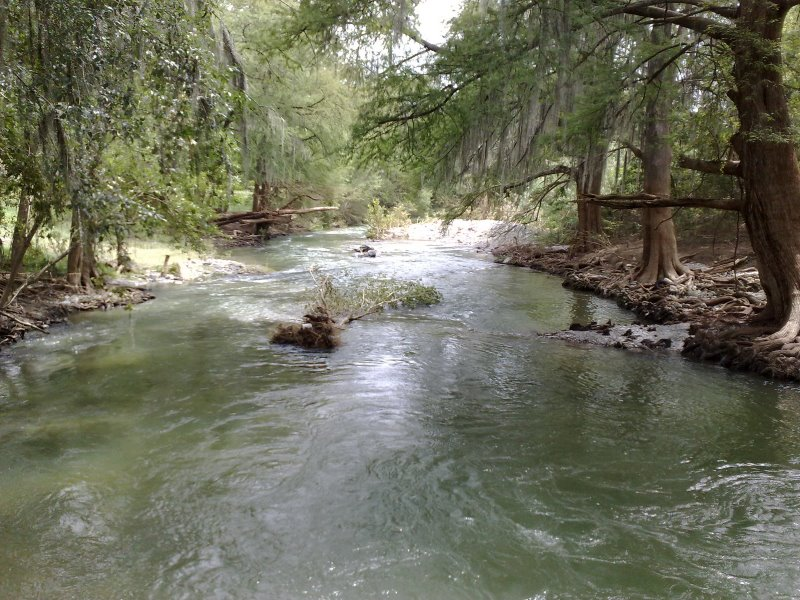
Río de Atongo.

## Instituciones académicas
- Jardín de niños Vicente Guerrero
- Escuela primaria Gral. Gerónimo Treviño, Constitución No.301.
- Escuela Secundaria Gral. Lázaro Cárdenas, Pino Suárez e Insurgentes S/N.
- C.B.T.A. (Centro de Bachillerato Tecnológico Agropecuario) #74 Extensión Atongo, Revolución y Pino Suárez S/N